# Typhonia nectaritis
Typhonia nectaritis is een vlinder uit de familie zakjesdragers (Psychidae). De wetenschappelijke naam van deze soort is, als Melasina nectaritis, voor het eerst geldig gepubliceerd in 1915 door Edward Meyrick.

## Type
- holotype: "male. leg. S.A. Neave"
- instituut: BMNH, Londen, Engeland
- typelocatie: "Nyassaland [Malawi], Mt. Mlanje"